# Saprinus melas
Saprinus melas är en skalbaggsart som beskrevs av Küster 1849. Saprinus melas ingår i släktet Saprinus och familjen stumpbaggar. Inga underarter finns listade i Catalogue of Life.